# Graziella Mascia
Graziella Mascia (Magenta, 3 settembre 1953 – Robecco sul Naviglio, 11 marzo 2018) è stata una politica italiana di Rifondazione Comunista.

## Biografia
Si è iscritta al Partito Comunista Italiano nel 1972, dal 1979 al 1983 ha anche fatto parte del Comitato Centrale. In seguito allo scioglimento del Partito, ha aderito a Rifondazione Comunista, ricoprendo per cinque anni la carica di segretaria della Federazione di Milano, per poi passare al coordinamento della Segreteria nazionale. È stata anche eletta consigliera comunale di Milano e alle elezioni regionali lombarde del 1995 consigliera regionale con 3202 preferenze.
Alle elezioni politiche del 2001 è stata eletta alla Camera dei deputati nella circoscrizione X (Liguria).
A partire dal giugno del 2001, ha fatto parte della Commissione speciale per l'esame di disegni di legge di conversione e di decreti-legge e della I Commissione permanente Affari costituzionali, della Presidenza del Consiglio e interni. È stata vicepresidente del gruppo parlamentare del Partito della Rifondazione Comunista insieme a Giovanni Russo Spena. In seguito ai fatti del G8 di Genova del luglio 2001, è stata membro del Comitato parlamentare d'indagine sul G8, presieduto da Donato Bruno.
Nella tornata elettorale del 2006 è stata rieletta al Parlamento italiano come deputata nella circoscrizione di Lombardia 1, e poco dopo viene nominata vicepresidente del gruppo del PRC alla Camera dei deputati.
Il suo impegno politico si manifesta nell'attenzione verso i temi della giustizia, della legalità, del lavoro e dei diritti sindacali.
Dopo le Elezioni politiche del 2008 non viene rieletta in Parlamento a causa del cattivo risultato elettorale della sinistra.
Firmataria del documento "Rifondazione per la Sinistra" al VII congresso del partito, prende parte alla scissione guidata da Nichi Vendola e aderirà prima al Movimento per la Sinistra e poi a Sinistra Ecologia Libertà, partito che abbandonerà poco prima delle elezioni politiche del 2013.

### Morte
Muore l'11 marzo 2018 a Robecco sul Naviglio dopo una lunga malattia.

## Riconoscimenti
- Nel 2018 il Comune di Milano ha deciso che il suo nome venga iscritto nel Famedio, all'interno del Cimitero Monumentale[2].